# Božava

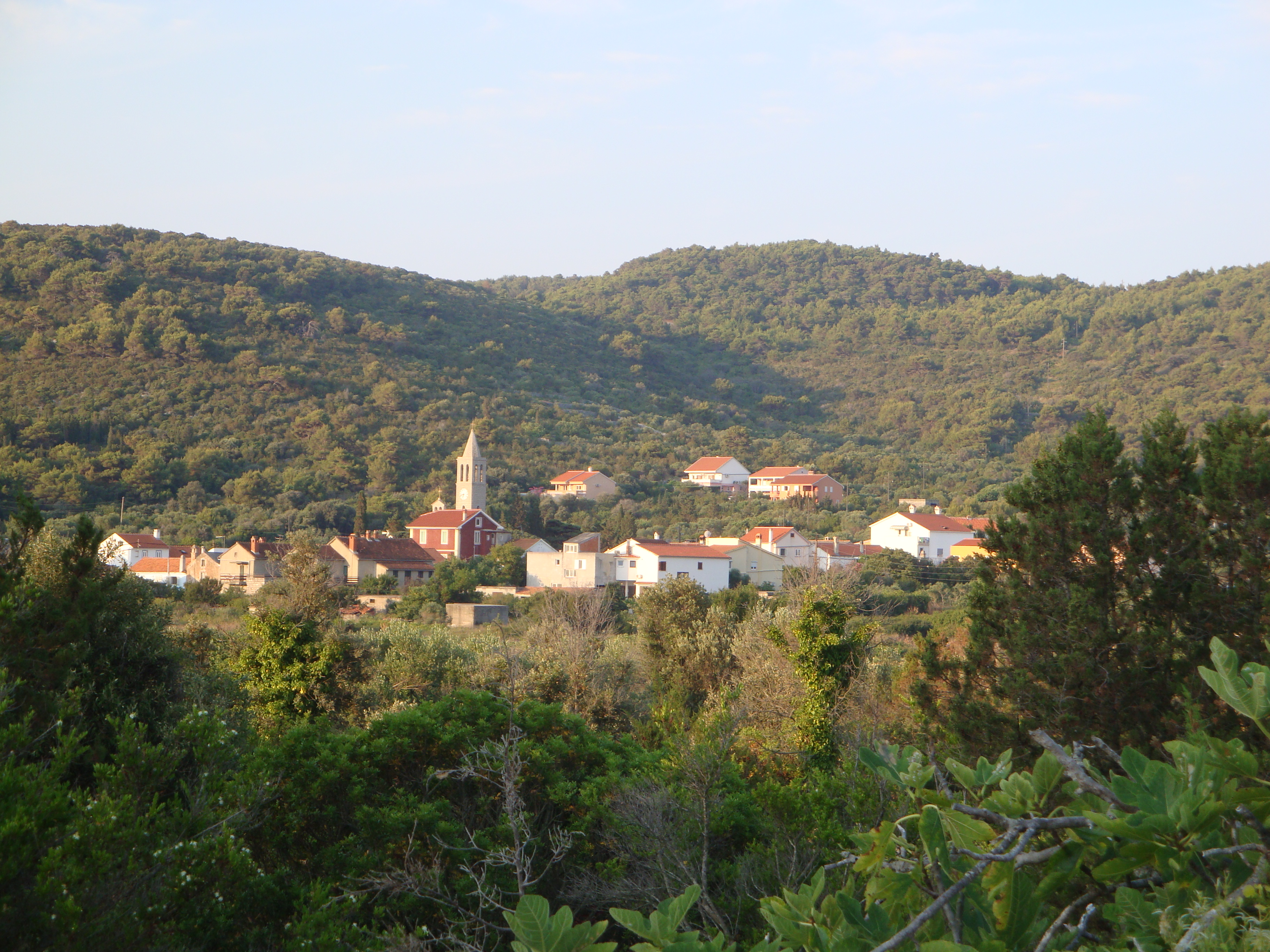
Pohled na Božavu z vnitrozemí

Božava (italsky Bosavia, Boxava) je vesnice a přímořské letovisko v Chorvatsku v Zadarské župě, nacházející se na ostrově Dugi otok, spadající pod opčinu Sali. V roce 2011 zde žilo celkem 116 obyvatel. V roce 1991 většinu obyvatelstva (95,18 %) tvořili Chorvati.
Sousedními vesnicemi jsou Dragove, Soline, Verunić a Veli Rat. Nejdůležitější dopravní komunikací je silnice D109.